# Old Windsor Lock

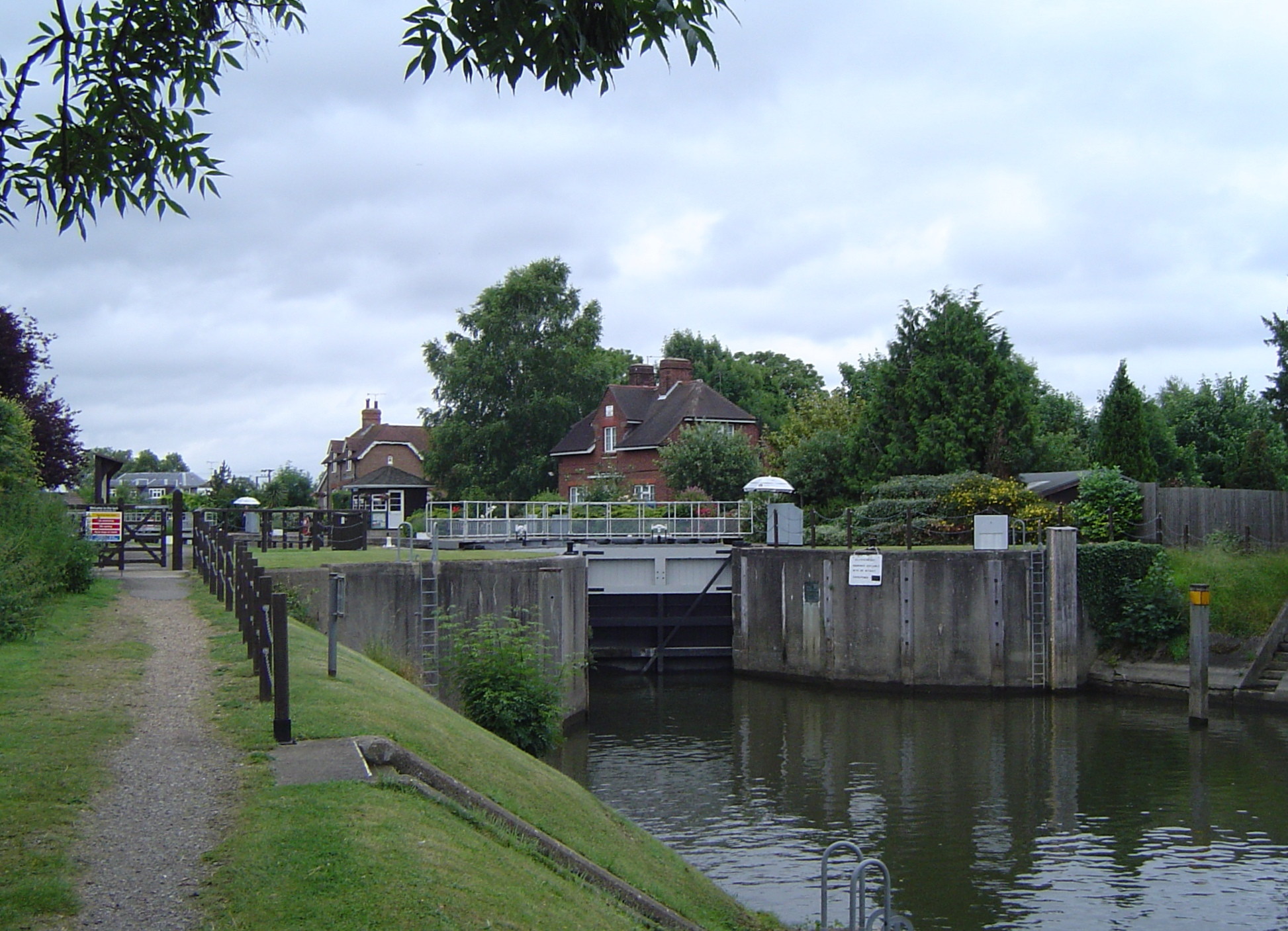
Old Windsor Lock

Old Windsor Lock ist eine Schleuse in einer Flussschleife der Themse nahe Old Windsor in England. Ihr New Cut genannter Schleusenkanal ist nur etwa ein Drittel so lang wie die Flussschleife. Die Schleuse liegt am unteren Ende des Kanals. Gebaut wurde sie 1822 von der Thames Navigation Commission. Das Gelände zwischen Kanal und Fluss heißt Ham Island.
Neben der Schleuse gibt es ein kleines Wehr, das die Themse stauende Hauptwehr liegt am Kanalanfang.

## Geschichte
Der alte Name der Schleuse war Top of Caps und die ersten Vorschläge für eine Schleuse an dieser Stelle gab es bereits 1770. Beim Bau der Schleuse wurde kein Wehr in der Themse gebaut. Es gab jedoch am heutigen Beginn des Durchstichs bereits ein Hindernis, das Newman’s Bucks genannt wurde. Heute ist davon nur noch die Lion Island verblieben. Das Wehr wurde 1836 gebaut. 1868 wurde darüber diskutiert die Schleuse zu beseitigen, doch sie wurde ausgebaut und ein Fallbecken angefertigt. 1957 wurde die Schleuse erneuert.